# Lorenzago di Cadore
(Giosuè Carducci, Ode Cadore)
Lorenzago di Cadore (IPA: /lorenˈtsaɡo di kaˈdore/, Lorenžàgo in ladino) è un comune italiano di 522 abitanti della provincia di Belluno in Veneto. È uno dei ventidue comuni che costituiscono la Magnifica Comunità di Cadore, posto alla sinistra del Piave, su un verde altopiano ben esposto a 883 m s.l.m., lungo la strada Statale 52 che collega il Cadore alla Carnia attraverso il Passo della Mauria, costituendo allo stesso tempo un'area di confine di provincia e di regione.

## Il paese

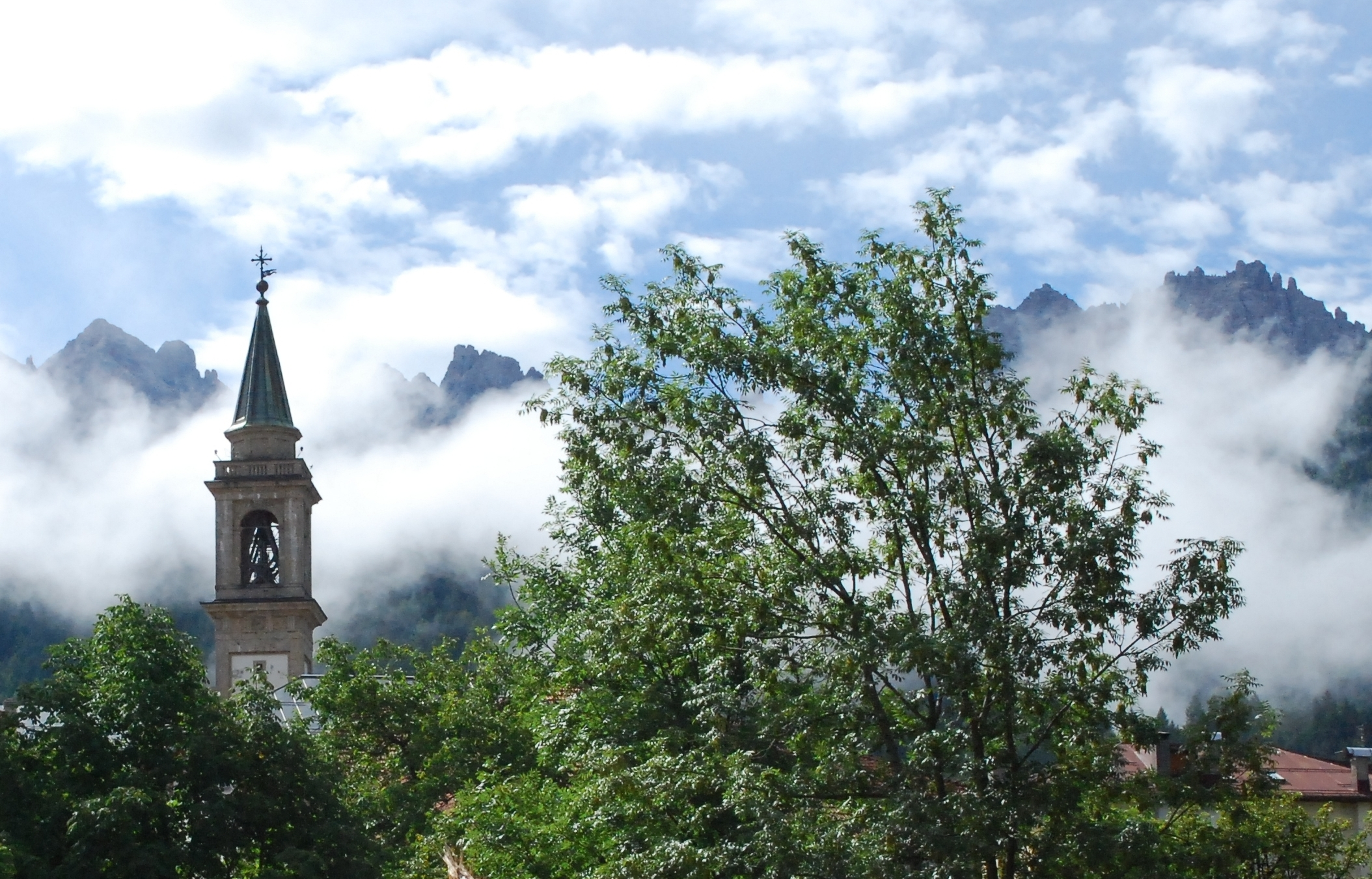
L'inconfondibile campanile tra le suggestive nuvole che mostran la via agli «spirti ed alle fate»

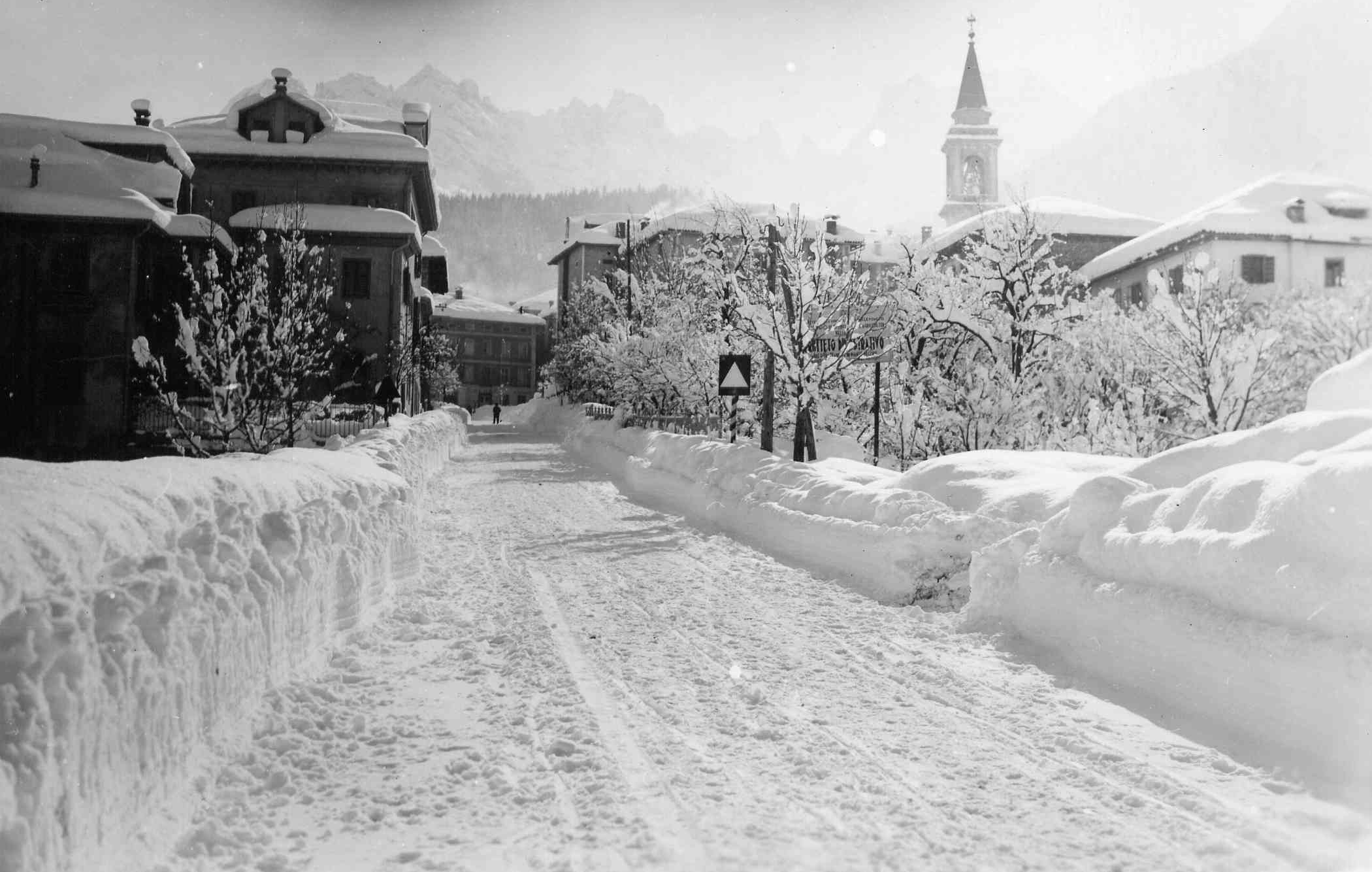
Lorenzago d'inverno negli anni '50

Lorenzago non è diviso in frazioni, ma presenta due distinti assetti urbanistici: uno denso e compatto composto da due borgate storiche; uno più contemporaneo che si estende in località Monteona, Dera, Piate, Rivadó. Le due borgate storiche sono collegate da un tratto della strada Statale 52 che attraversa tutto il paese: da Piazza Calvi (la principale del paese), sale fino a Cima Faureana; percorre poi il piano viale Città di Genova e passa dalla borgata di Villagrande (Gortina) a quella di Villapiccola (Vila) ove la strada riprende a salire sino al ponte di Ramaió per continuare, con un tratto di otto chilometri, sino al Passo della Mauria, dal quale discende verso la Carnia ed il Friuli. Il Passo della Mauria ed il Monte omonimo con le sue doline imbutiformi scavate dalle acque si trova interamente entro il territorio di Lorenzago.

## Geografia fisica

### Territorio
Il territorio comunale che ha una superficie di 27,95 km², degrada dolcemente (da sud-est a nord-ovest), ma non uniformemente e con vari falsipiani, sino a raggiungere il corso del Piave ove comincia il lago di Centro Cadore formato dallo sbarramento della diga di Sottocastello.
Il territorio è inoltre rotto in molte vallette minori, che sono percorse da piccoli rii, quali il Romotoi, il rio dei Tofi, il Rin de la Cros tributari del Piova, il rio dell'Acquafredda col subaffluente rio Borbe ed il Ramaió tributari del Cridola. Tutte queste acque appartengono al bacino del Piave; solo il torrente Tora, che ha origine dal Monte Toro a nord della forcella del Cridola, appartiene al Tagliamento (che nasce in territorio comunale alle pendici orientali del Monte Miaron a 1195 m s.l.m.), della cui riva destra è affluente, come pure il rio di Stabie, che è affluente di sinistra.

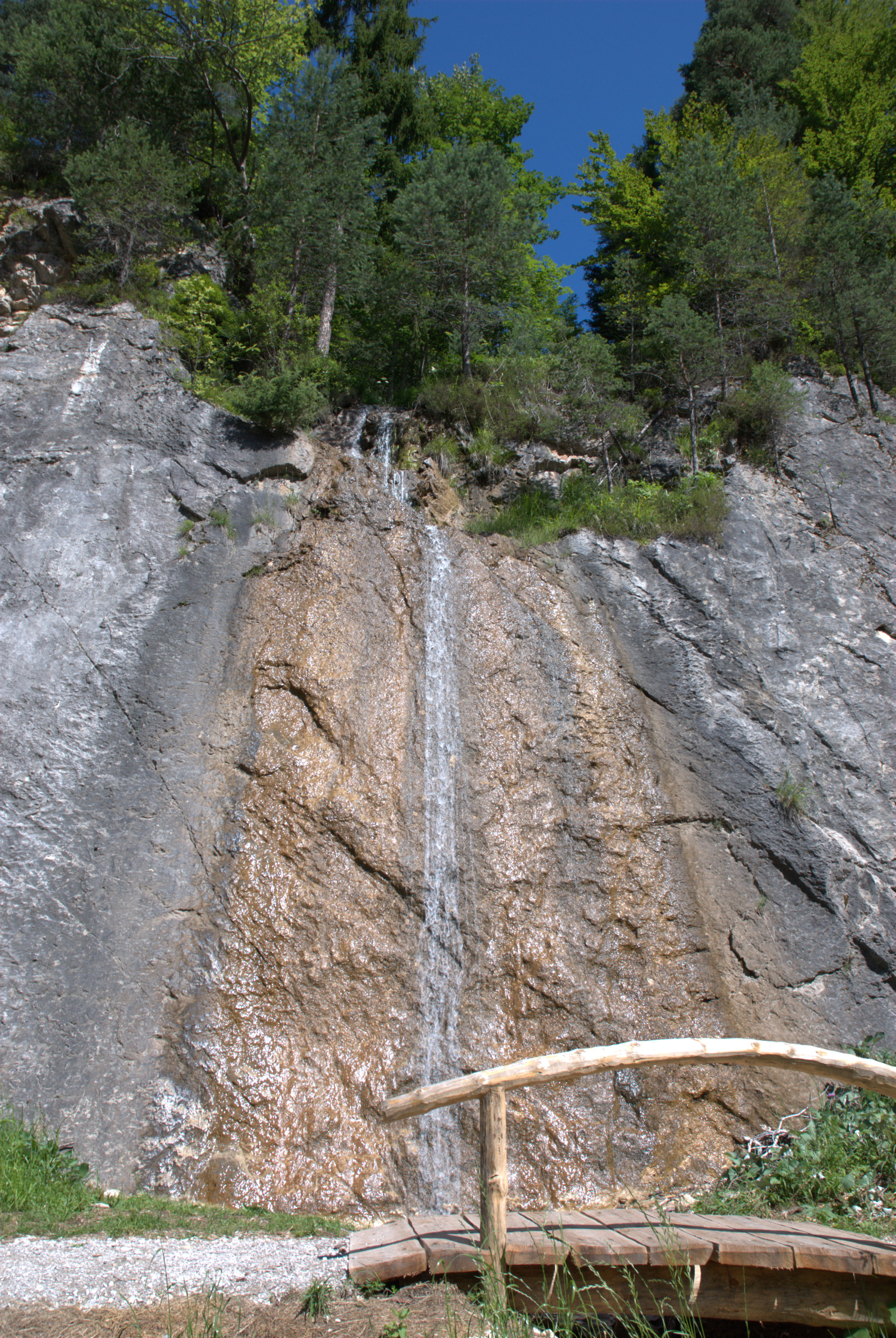
Rin della Pissa a Borbe

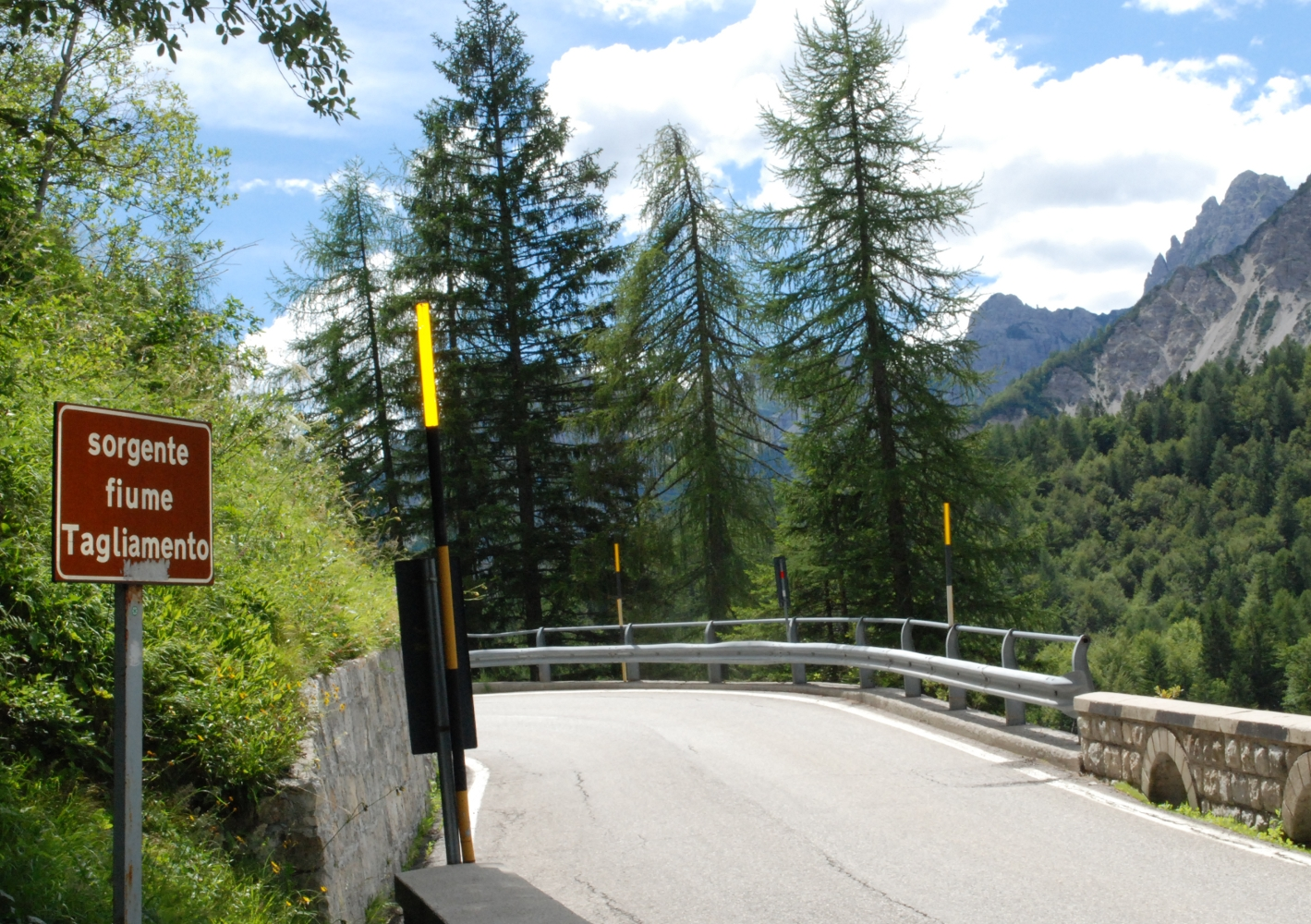
Sorgente del Tagliamento

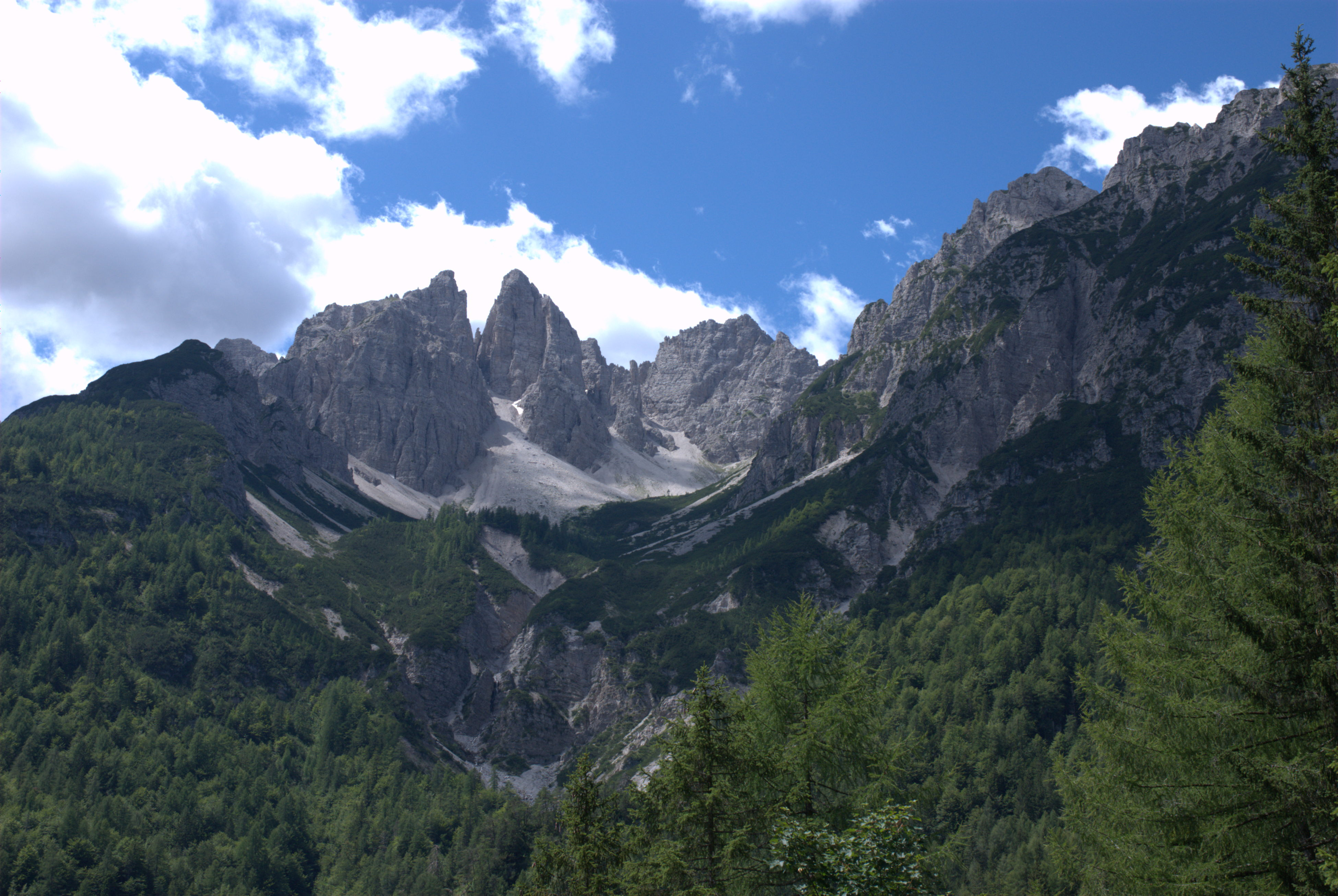
Val della Tora

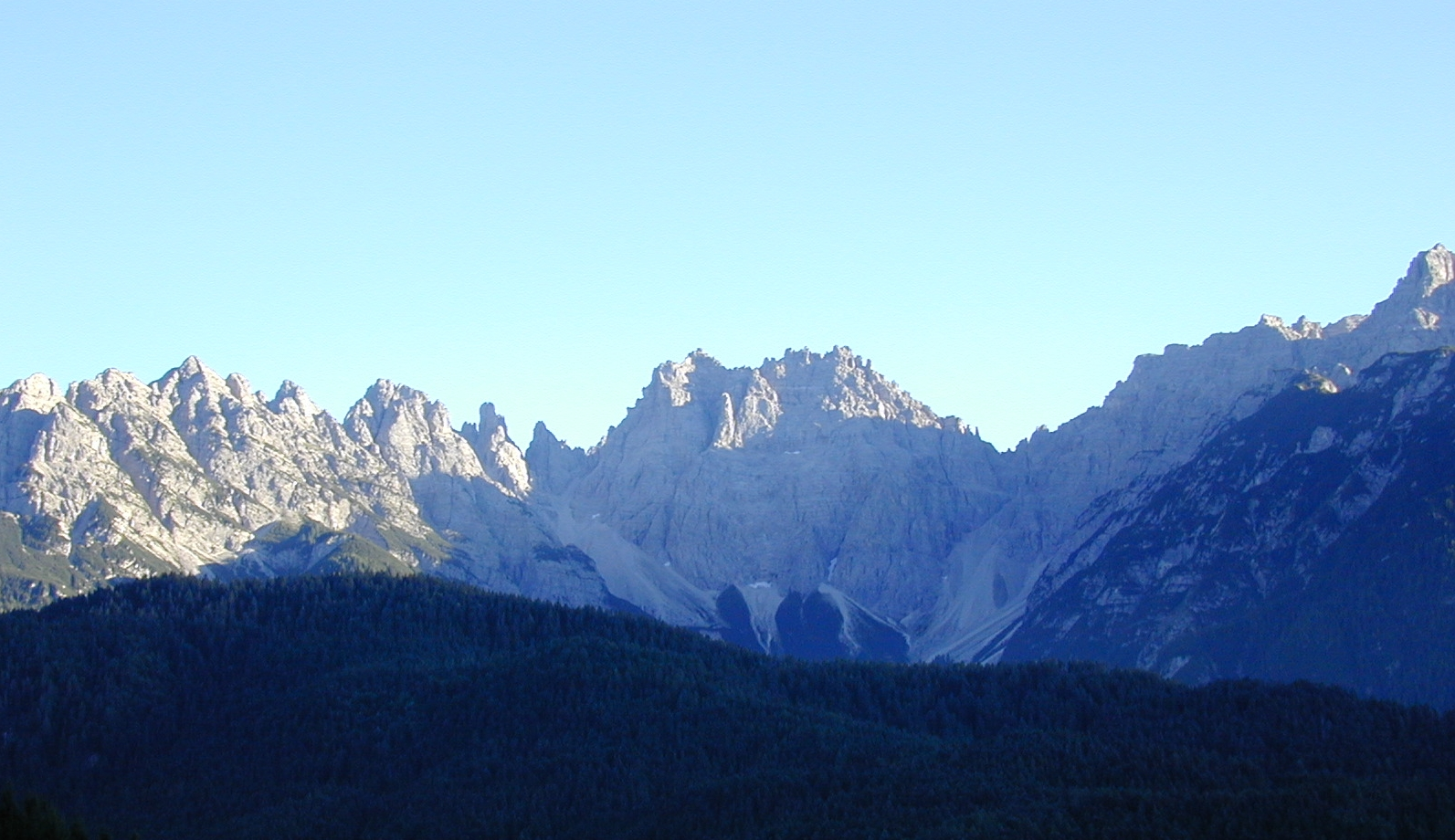
Valle del Cridola

Il confine del territorio comunale è segnato come estrema linea meridionale dalla Cresta del Cridola, i punti estremi orientale ed occidentale sono rispettivamente la confluenza rio di Stabie-Tagliamento e la confluenza Cridola-Piave; il punto più settentrionale si trova pressappoco alla confluenza Piave-Piova. Dalla forcella o più precisamente dalla tacca del Cridola il territorio confina con quello di Forni di Sopra sino a Stabie; da Stabie sino alla confluenza Piave-Cridola con quello di Domegge di Cadore.
Le elevazioni principali sono, oltre il Cridola (2.581 m), la Cresta del Miaron (con le quattro punte di 2.373 m, 2.290 m, 2.215 m e 2.156 m) il colle Audoi (1.560 m), quello di Mezzarazzo (1.544 m), il Sasso Croera (1.538 m), lo Stizzinoi (1.518 m), il colle Magnente (1.526 m) e il colle Famazzo (1.361 m). A tutte queste cime si arriva comodamente per vari sentieri.
I principali monti del comune di Lorenzago, Cridola e Miaron, che dividono il Cadore dalla Carnia appartengono dal 26 giugno 2009 al gruppo Dolomiti d'Oltre Piave e Friulane inserito nella lista del Patrimonio dell'umanità dell'UNESCO.
Il territorio del Comune risulta compreso tra i 683 m e i 2.581 m sopra il livello del mare.

#### Le montagne

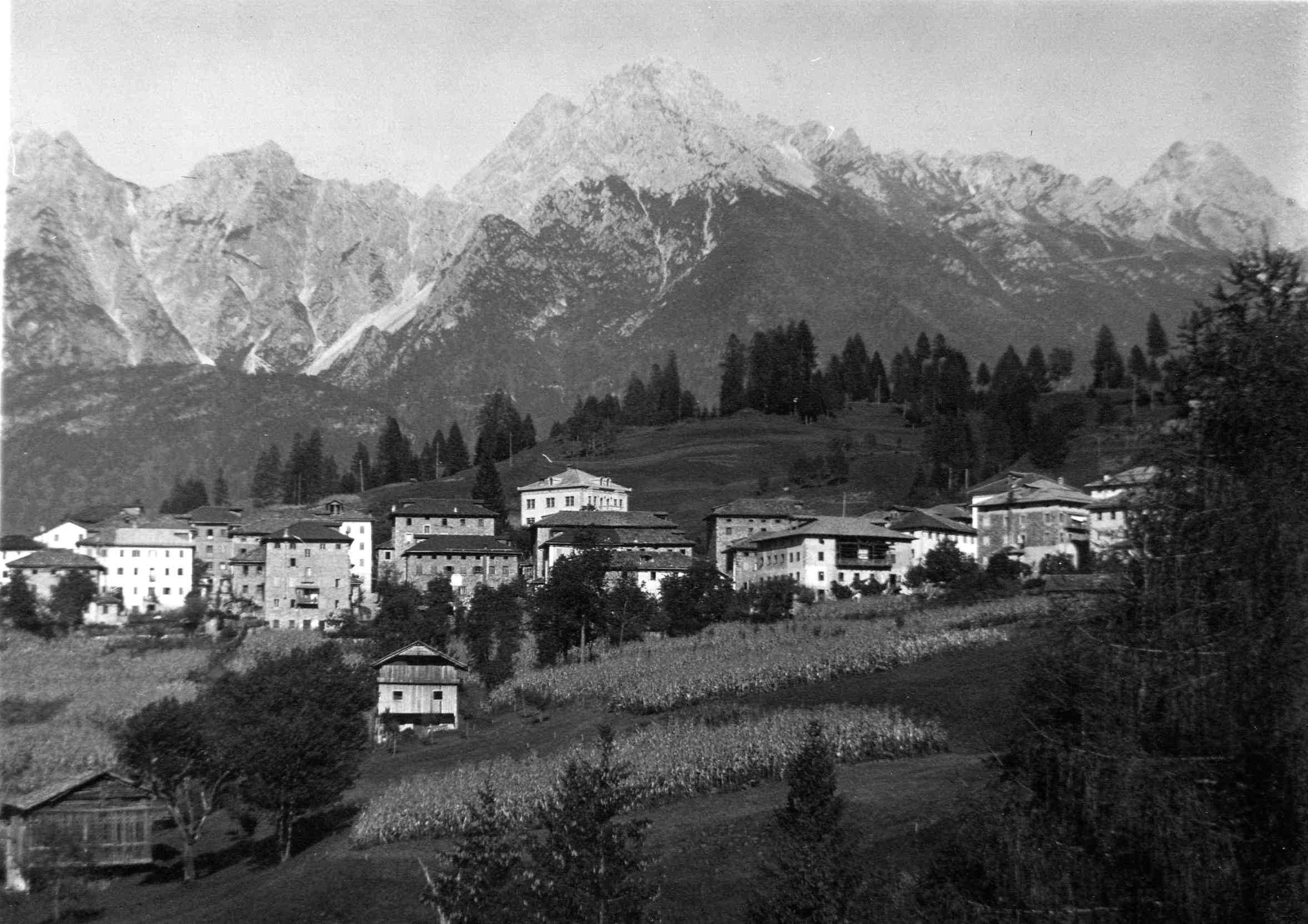
Villa Piccola e Gruppo del Tudaio-Brentoni negli anni '50

Lorenzago è circondato a 360° da suggestivi massicci dolomitici; volgendo lo sguardo alla destra del Cridola, si vede il Montanello (2.441 m) col sottostante Agudo o Col della Croce (1.829 m). Girando sempre verso destra spunta più lontano, oltre le valli del torrente Talagona e Anfela, il Picco di Roda (2.227 m) nel gruppo del Duranno, e poi, oltre l'avvallamento in cui scorre profondo il Piave, si vede d'infilata una parte della lunga muraglia rocciosa del Bosconero, che sale col Monte Dubiea (1.660 m) e la Croda Cuz (2.201 m) alla parete verticale nord del Sassolungo (2.413 m) ed agli Sfornioi (2.409 m), sino alla larga ed erbosa depressione della forcella Cibiana (1.528 m), sopra la quale s'innalza a destra il Monte Rite (2.181 m), mentre nello sfondo oltre la forcella appaiono lontani i monti dell'Agordino (Gardesana e Tamer).

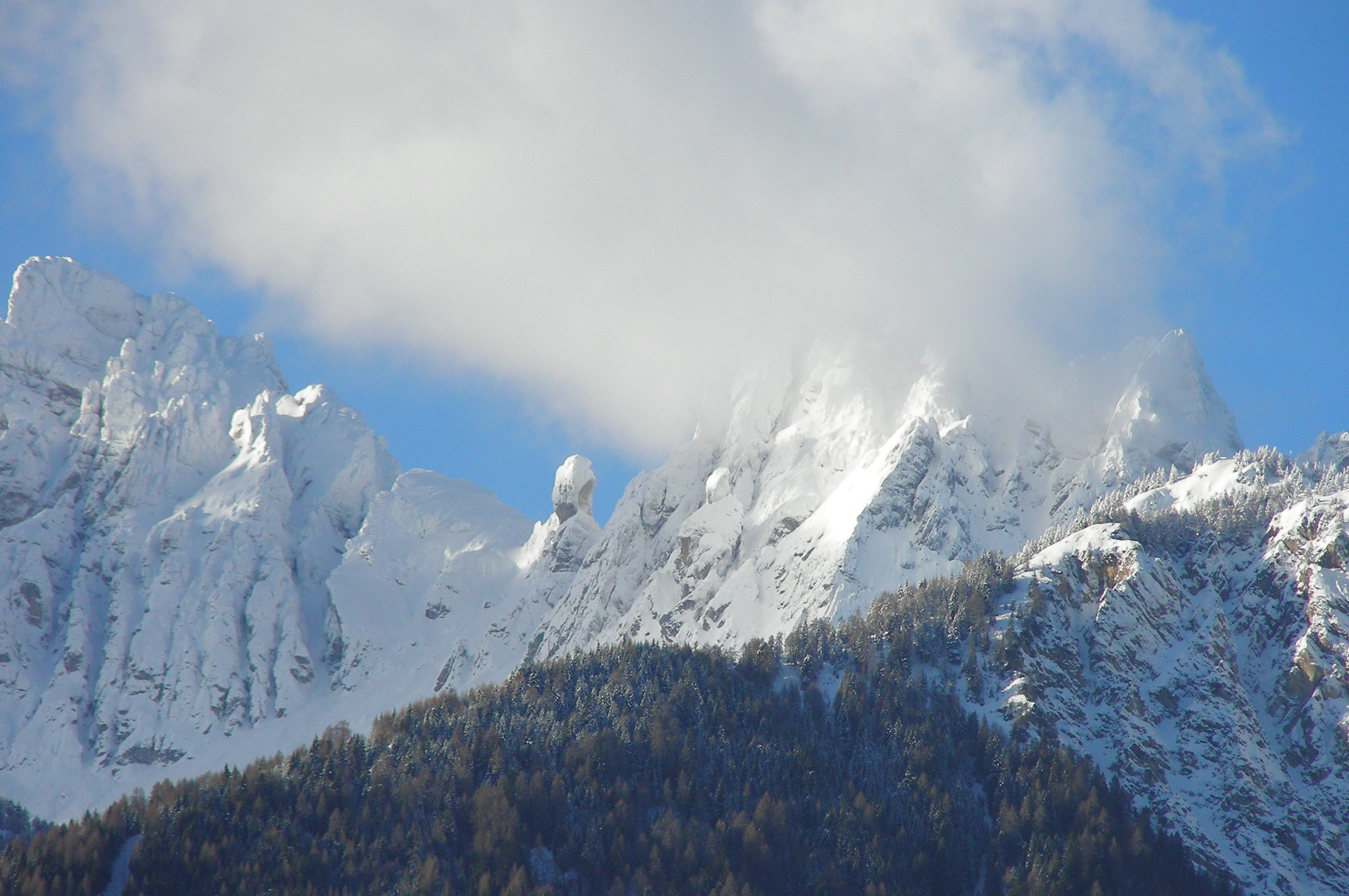
Le Marmarole viste da Lorenzago

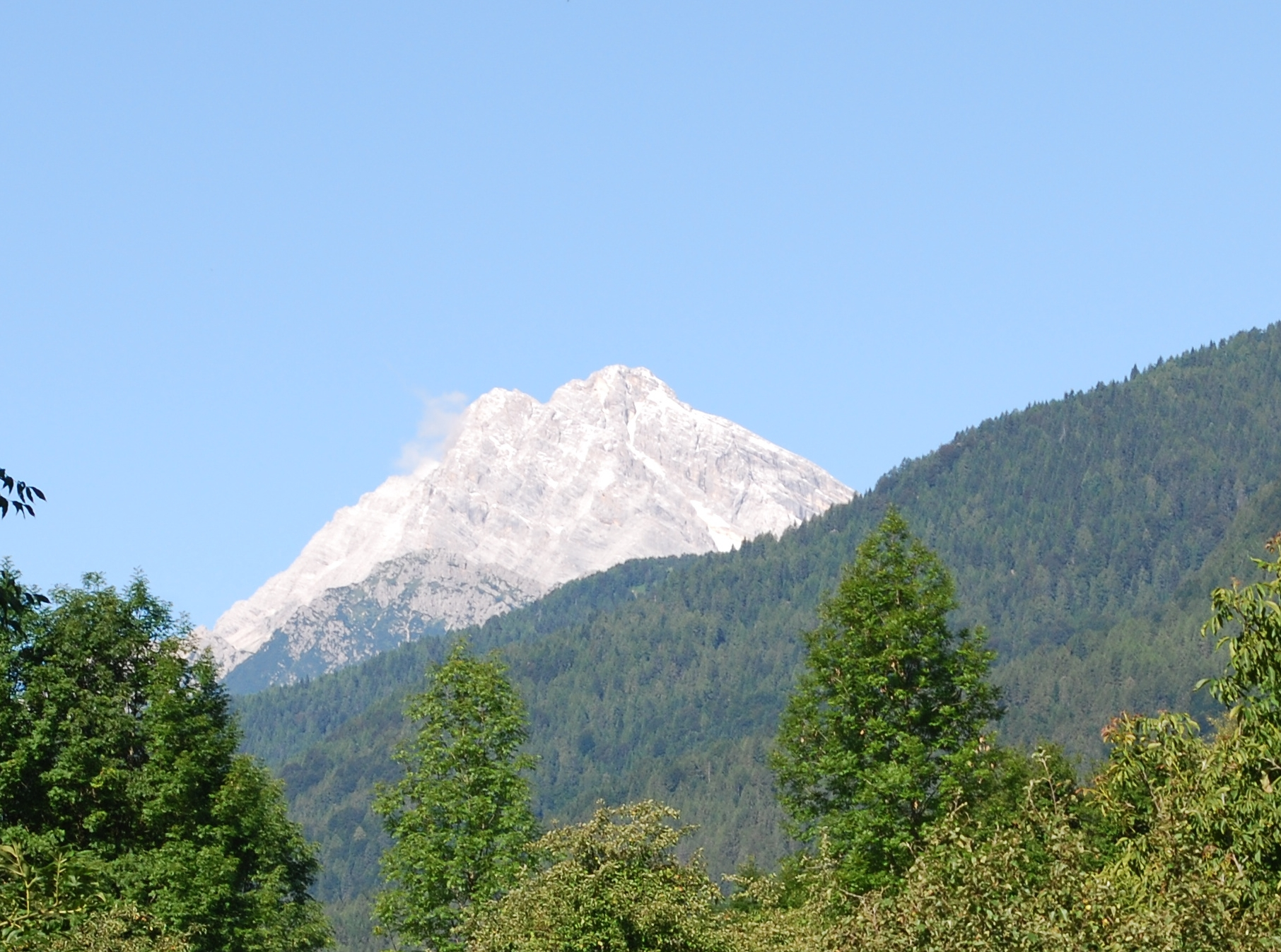
L'Antelao, la vetta più alta del Cadore (3.263 m), visto dal paese

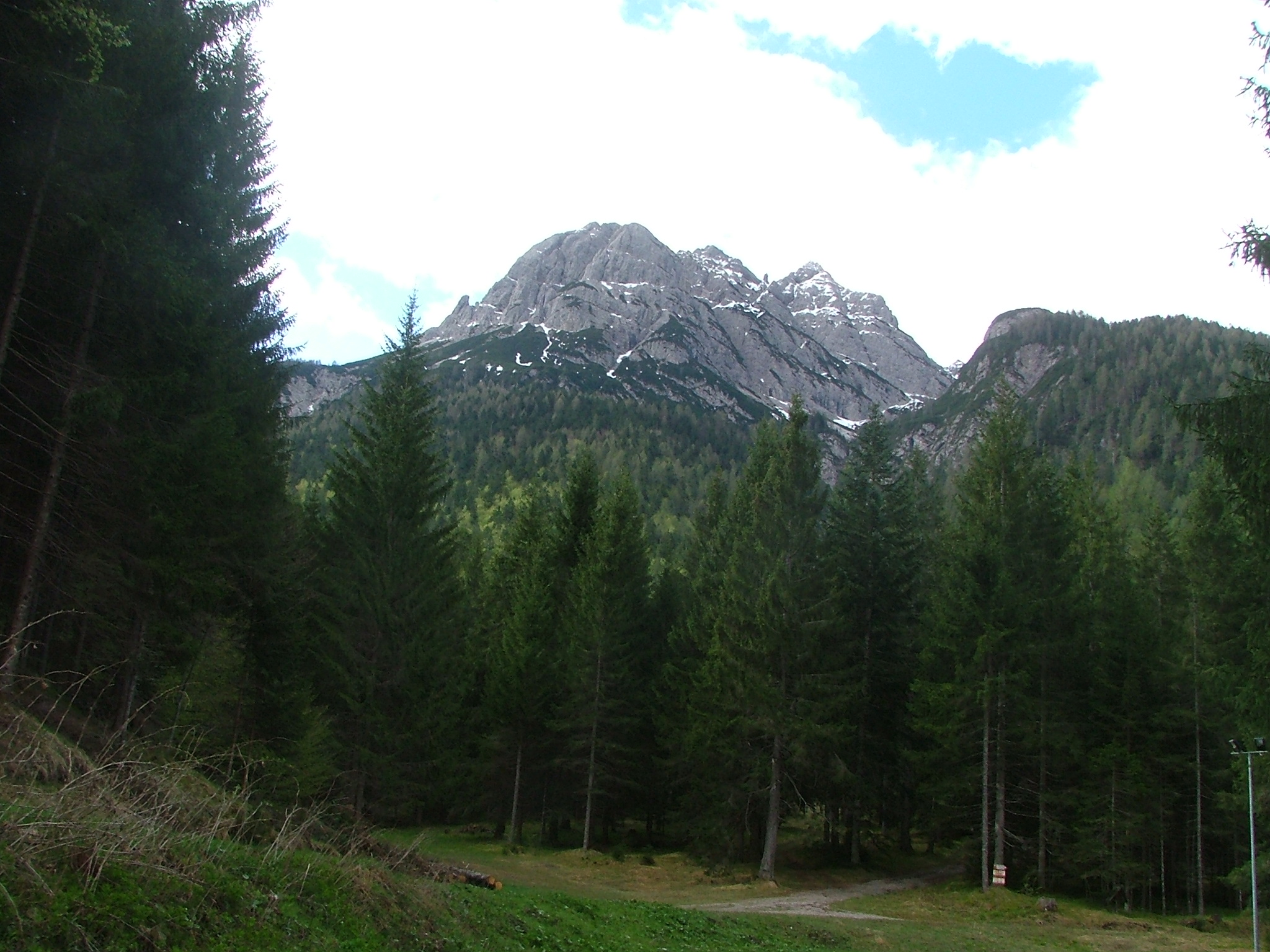
Il Monte Miaron

Continuando, sorge il verdeggiante Monte Trànego (1.847 m) e quindi s'innalza la piramide dell'Antelao (3.263 m), la vetta più alta del Cadore, che la val d'Oten e la Forcella Piccola (2.121 m) separano dal gruppo delle Marmarole; di questo gruppo è visibile soltanto la parte orientale con la cresta d'Aieron e quella degli Invalidi (separate dal Vallone del Froppa), il gran pilastro della Croda Bianca (2.828 m), il Monte Ciastelin (2.601 m), caratteristico per la forma di dorso di dromedario, il campanile Ciastelin (2.572 m), la piccola Torre di Lozzo detta comunemente il « Pupo », che divide in due la forcella S. Pietro (2.319 m), e infine la Croda di San Lorenzo o Monte Ciarido (2.502 m), la cui estrema propaggine settentrionale con la Torre Artù (2.040 m) è nascosta dall'antistante Col Cervera (1.919 m).
Tra le Marmarole e il Tudaio lo sguardo spazia lontano, e in quella larga apertura appaiono, da sinistra a destra, la Croda da Campo (2.718 m) e la fosca Aiarnola (2468 m), separate dalla forcella Valadrin; quindi il lungo sperone boscoso, poi pascolivo e più in alto ghiaioso che da Casamazzagno sopra Candide sale dolcemente ondulato col monte Spina (1.966 m) e il Col Rosson (2.304 m) e culmina col caratteristico cocuzzolo conico del Col Quaternà (2.503 m). Segue più lontano il roccioso Cavallino (2.689 m), la cima più alta della catena displuviale tra le valli della Drava e del Piave.
Continuando a destra, più vicina si alza la lunga catena rocciosa Tudaio-Brentoni che separa l'Oltrepiave dal Comelico e di cui appare solo la prima parte, con gli strapiombi del Tudaio (2.279 m), la Bragagnina, la cima di Landre (2.332 m), lo Schiavon (2.337 m) e dietro ad esso il Crissin (2.495 m), i cosiddetti Cadini con le due forcelle Ciadin Alto Ovest (2.295 m) ed est (2.221 m), il Popera Val Grande (2.512 m), la Cresta Castellati (2.486 m), oltre la quale, poiché la catena si incurva verso nord-est, non è visibile la vetta più alta de gruppo, il Monte Brentoni (2.548 m). Oltre la depressione della valle del Piova, sulla quale è larga ed erbosa forcella Losco (1.781 m), appare la lunga costa pure erbosa del Pra' della Monte (“Monte”, nell'uso locale, è di genere femminile), sotto la quale è il Col Torondo (1.570 m). Spunta appena, lontano, rossastro, il Colròsolo (2.138 m); segue una cresta boscosa che culmina, sempre da sinistra a destra, coi colli Audoi (1.560 m) e Mezzarazzo (1.544 m) e col Sasso Croera (1.538 m). Oltre la depressione del Mauria appare infine la cresta del Miaron, che si congiunge col Cridola. È compiuto così il giro dell'orizzonte di Lorenzago.

### Clima
Il clima rientra tra i climi di montagna e più precisamente è un clima alpino, come tale
è caratterizzato dalla diminuzione della temperatura con l'altitudine (0,6 °C ogni 100 m).
Le estati sono fresche e caratterizzate da abbondanti e frequenti piogge, gli inverni sono rigidi e nevosi. Le stagioni intermedie invece, si presentano solitamente ventilate, fresche e abbastanza piovose.

## Origini del nome
Il toponimo sarebbe un prediale, deriverebbe cioè dal nome proprio di un colono romano, un Laurentus o un Laurentius. La desinenza -ago, di origine celtica, è unica in tutto il Cadore, ma è comunque frequente in Veneto, e non fa altro che confermare l'etimo proposto: fundus Laurentiacus doveva dunque chiamarsi l'insieme dei possedimenti di questo Laurentus.

## Storia

### Preistoria ed antichità
Delle vicende più antiche poco si può dire sebbene si possa pensare che Lorenzago sia stato abitato fin dall'età della pietra come dimostrerebbe il martello di pietra rinvenuto in Mauria e più precisamente nella cava di Chiole nel 1885 dal lorenzaghese Mario De Marco. Il martello, che è stato acquistato successivamente da don Pietro Da Ronco e ceduto al museo di Pieve di Cadore, appare « del numero e della foggia di quelli che i sacerdoti adoperavano per dare il colpo alla vittima nei sacrifici ».
Nell'età del ferro, si può supporre, e con forti ragioni, che i Reti non penetrarono esclusivamente nell'ampia valle dell'Adige, ma anche nella più stretta valle del Piave. Ciò sarebbe confermato non soltanto da Plinio ma provato (per l'autorevole giudizio dell'Ascoli) dal dialetto cadorino, nel quale sarebbero riscontrabili dei copiosi avanzi ladini, cioè reto-latini.
Attraverso il passo della Mauria sarebbero giunti anche gli illirici, cui appartiene la stirpe veneta. I celti giunsero certamente in Carnia e quindi sicuramente a Lorenzago se il nome del paese, della regione e d'altri toponimi è d'origine celtica. Successivamente, forse dal 115 a.C. da quando il console Marco Emilio Scauro trionfò dei Carni, i Galli della Carnia (de Galleis Karneis), Lorenzago come il resto del Cadore passò sotto il dominio di Roma che divenne a partire dal 27 a.C. con Cesare Augusto parte della decima regione « Venetia et Istria ». Nel I secolo a.C., come tutto il resto della regione cadorina, Lorenzago fu probabilmente ascritto alla Tribus Claudia, e nel contempo aggregato come tutta l'area cadorina al municipio romano di Julium Carnicum (l'attuale Zuglio). Un ulteriore indizio dell'esistenza del paese nell'età romana e propriamente imperiale proverrebbe da una moneta d'argento trovata nel territorio con l'effigie dell'imperatore Flavio Vespasiano (69-79 d.C.). È comunque certo che Lorenzago fosse un antico predio romano!

### Avvento del Cristianesimo
Dopo un passato pagano, Lorenzago, tra il II e III secolo d.C. fu probabilmente uno dei primi villaggi del Cadore ad essere evangelizzato. La tradizione vuole che in Mauria, come lo dimostrerebbe ancor oggi il nome "Pra' del Santo", fosse passato Sant'Ermagora discepolo di San Marco, inviato ad Aquileia da San Pietro per predicare il Cristianesimo. Sant'Ermagora è il patrono del paese e la chiesa parrocchiale di Lorenzago è a lui dedicata.

### Medioevo
Poco sappiamo di questo periodo, sebbene si possa certamente dire che le impervie e malagevoli valli cadorine siano state una via d'invasione poco attraente, in particolare se confrontate alle comode valli friulane. Ciononostante, Lorenzago, più d'altri villaggi cadorini avrebbe avuto la possibilità di vedersi giungere, dal Mauria, qualche incursione barbarica (Visigoti, Unni ecc.).
Dal 476 al 568, Lorenzago come tutto il Cadore fu successivamente sotto il dominio degli Eruli, degli Ostrogoti, dei Franchi e dei Bizantini. A partire dall'Alto Medioevo Lorenzago passò sotto dominio longobardo.
Dal 568, con i Longobardi, il Cadore deve aver formato una sculdascia ovvero un reparto militare che divenne poi una ripartizione territoriale e che era formata da un gruppo di cento o centoventi famiglie dello stesso ceppo « fare » (per questo motivo il territorio così suddiviso viene chiamato anche « Centenario »), che oltre alla custodia della cosa pubblica presiedeva anche all'applicazione delle leggi longobarde. Ogni sculdascia era suddivisa in dieci o dodici decanie per centurie. Lorenzago formava con Vigo, Laggio, Pelós e Pinié una delle dieci decanie del Cadore, denominata « Oltrepiave ». In seguito ogni decania venne chiamata « Centenaro ».
Successivamente alla sconfitta, nel 774, dei Longobardi, tornarono i Franchi. Carlo Magno passò ad un marchese la marca del Friuli alle cui dipendenze erano i conti di Ceneda, Belluno e Cadore. Tolto quindi il governo della regione al gastaldo longobardo e passato ad un conte, ogni villaggio ebbe a capo un marico o marigo, con una denominazione rimasta poi per secoli finché non fu sostituita con quella moderna di sindaco. Il marico, scelto tra i capifamiglia, era assistito da due « laudatori » gli odierni assessori: tutti e tre insieme formavano la cosiddetta « Banca », gratificata col titolo di « Magnifica », e duravano in carica un anno. Essi amministravano il patrimonio del Comune, costituito da pascoli montani e boschi, alla cui sorveglianza erano addetti due « saltarii » ovvero due guardaboschi. Il reddito dei boschi comunali era tale da limitare al minimo le imposte.

Dominio caminense in Cadore 1138 -1335

Carlo Magno fissò inoltre fin dal 14 giugno 811, ad Aquisgrana, i confini del Patriarcato di Aquileia. È quindi certo che Lorenzago appartenesse, religiosamente, già dall'anno 811 al patriarcato aquileiense. Nell'875, quando Berengario del Friuli divenne marchese, Lorenzago apparteneva già al marchesato del Friuli. Divennero successivamente marchesi del Friuli Gualfredo e Grimoaldo. Ma dal 951, con Ottone I, al 1077, Lorenzago, come tutto il Cadore, passò sotto il dominio dei duchi d'oltralpe: i duchi di Carinzia. Nel 1077 Enrico IV di Franconia costituì il principato ecclesiastico di Aquileia di cui fece parte anche il Cadore fino al 1138. Il patriarcato subinfeudò in seguito il Cadore ad altri suoi vassalli e i Signori da Camino, illustre famiglia di origine longobarda, divennero i padroni del Cadore, dal 1138 al 1335. Durante questo lungo periodo, tra i paesi cadorini, non mancarono le contese, specialmente per motivo di confini, ed anche Lorenzago fu spesso implicato in controversie con i comuni limitrofi, alcune delle quali sono ancora ben documentate. È quindi evidente che con il crescente aumento della popolazione ogni villaggio ampliasse i propri confini per ottenere in particolare nuovi pascoli il più vicino possibile al proprio abitato generando così frequenti contese. Prezioso fu lo Statuto che i Caminensi diedero al Cadore nel 1235, scritto a Pieve di Cadore dal notaio Vacelo alla presenza di una rappresentanza cadorina, tra i quali un Ambrogio di Lorenzago. Lo Statuto dato al Cadore da Biaquino III da Camino è verosimilmente il più antico codice di leggi e di norme che i Cadore abbia avuto, ed il periodo caminense durato quasi duecento anni fu certamente un periodo positivo per l'intero Cadore, che vide proprio in questo periodo la nascita della Magnifica Comunità di Cadore.
Nel 1347 il Cadore passò sotto il dominio diretto dei patriarchi d'Aquileia. Nell'atto di dedizione al patriarca Bertrando, rogato a Pieve il 31 maggio 1347, tra i rappresentanti dei centenari cadorini figura un Antonio da Lorenzago, che insieme con un Ducius da Vigo, Petrus de Pelusio (Pelos), Zanetus de Vigo ed un Odorico de Pelusio rappresentava il centenaro e l'università dell'Oltrepiave
Come tutti i Comuni cadorini, anche Lorenzago ebbe i suoi statuti o « laudi». Il primo fu compilato nel 1365 con l'intervento degli uomini delle ville di Chiasate e di Miandre (Melandris), scomparse al principio del secolo XVI, ed è, come tutti gli altri, un vero e proprio codice rurale, avente lo scopo precipuo di garantire la proprietà privata ed il libero uso dei beni comunali, per cui sono indicati con precisione i confini della propria Regola.
Data probabilmente di questa fine del XIV secolo, benché il primo riscontro storico sia successivo, l'inizio del movimento dei « Flagellanti » o « Scuola dei Battuti » a Lorenzago. Le confraternite dei flagellanti « Fradès », il cui nome deriva dalla pratica dell'autoflagellazione pubblica erano diffuse in tutta Italia.

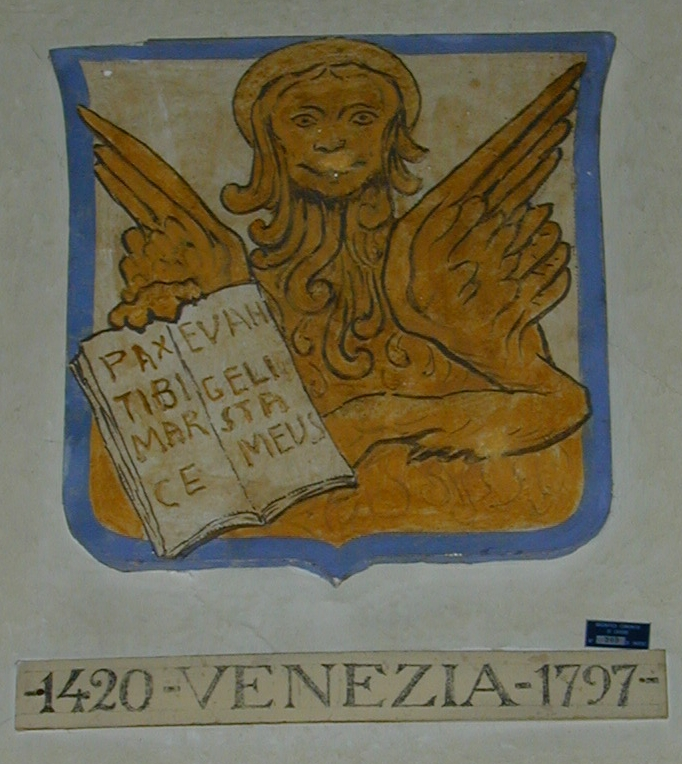
Dominio veneziano in Cadore 1420-1797

### Dominio veneziano
Crollato il potere temporale dei patriarchi aquileiesi, il doge Tommaso Mocenigo, invitò i cadorini, nel 1420, ad accettare il dominio di Venezia. Rappresentanti lorenzaghesi parteciparono certamente nella cappella di Valle di Cadore alla Messa dello Spirito Santo ed alla solenne deliberazione del popolo cadorino, deliberazione compendiata nella famosa formula « Eamus ad bonos Venetos ». Lorenzago faceva parte, come si è detto, del centenaro d'Oltrepiave, che era rappresentato con tre membri nel Consiglio generale del Cadore, ed aveva un « commendatore » con i poteri degli odierni ufficiali giudiziari. Lorenzago inoltre, come ogni altro Comune, aveva un « giurato » o ufficiale di polizia, che vigilava sulle misure e sull'osservanza delle norme annoarie. Questa forma di governo locale rimase fino alla caduta della Repubblica di Venezia nel 1797.

Dal 1508 al 1511 durante l'agitatissimo periodo della guerra contro la Lega di Cambrai anche Lorenzago, insieme con tutto il Cadore, soffri del frequente passaggio di truppe, di saccheggi e devastazioni. Nel 1508, Girolamo Savorgnan ed altri condottieri al servizio della Serenissima entrarono dalla Carnia in Cadore superando il Passo della Mauria, e passando per Lorenzago scesero nella valle del Piave per unirsi all'esercito del capitano generale Bartolomeo d'Alviano. L'anno successivo, gli Imperiali, vinta la resistenza dei cadorini a Cibiana e penetrati di là anch'essi nella valle del Piave, tentarono con il principe Rodolfo d'Anhalt dopo avere incendiato Domegge ed esser passati a Lozzo di penetrare nell'Oltrepiave, ma giunti al Ponte di Pelos per l'improvviso panico tornarono sui loro passi. Nell'ottobre del 1511, agli ordini del capitano francese Regendorf, il nemico invase dalla Pusteria il Cadore e costrinse il presidio di Pieve alla resa, ma i Veneziani fecero avanzare truppe dal Friuli al comando di Camillo di Colloredo, che rapidamente per la Mauria si portò a Lorenzago il 12 ottobre. 

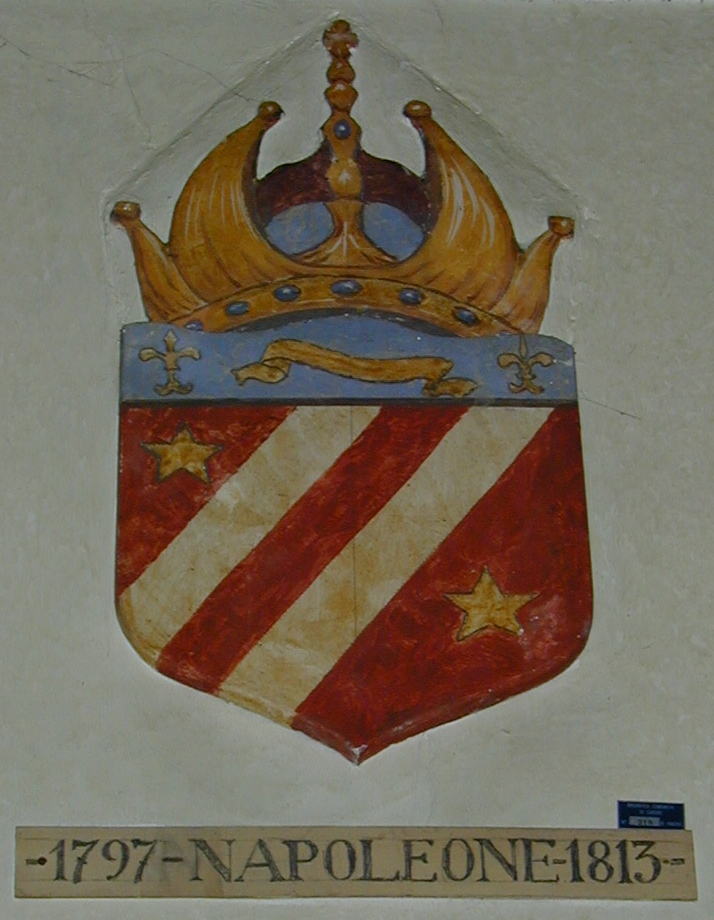
Parentesi napoleonica in Cadore 1797 - 1813

Ma gli invasori avevano già tutto saccheggiato o incendiato, e gli abitanti, scesi dai monti, dai boschi, dalle baite, dalle malghe ove s'erano rifugiati, dovettero provvedere a costruirsi ricoveri provvisori per fronteggiare l'inverno. Purtroppo, con il frequente passaggio di soldati, una terribile epidemia di peste infierì a Lorenzago tra il 1511 e 1512 causando la morte ad un terzo della popolazione del paese.

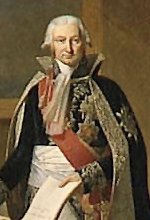
de Champagny fu creato Duca di Cadore, da Napoleone, nel 1808

Da allora fino al XVIII secolo Lorenzago non fu più tormentato da eserciti stranieri, ciononostante, fu danneggiato da non rari incendi tra i quali si possono ricordare i più devastanti avvenuti nel 1616, nel 1716 e nel 1792. Durante tutto questo periodo non cessarono le questioni con i comuni confinanti, se ne conserva ricordo in numerosi documenti nell'Archivio antico della Comunità Cadorina, custodito nell'Archivio di Stato di Venezia.

### La parentesi napoleonica
Dopo quasi tre secoli di relativa tranquillità sotto la protezione della Serenissima, la pace di Lorenzago fu nuovamente turbata con l'invasione francese nel 1797. A Lorenzago era stanziato un appostamento austriaco e sulla Mauria si collocarono alcune compagnie tirolesi atte a fronteggiare il passaggio dei francesi che erano ormai giunti a Tolmezzo. Presto però gli austriaci si ritirarono per concentrare la loro difesa in Gogna. Il 13 maggio 1797 un reparto di soldati francesi giunse fino a Pieve istituendo il codice napoleonico in Cadore. La regione cadorina con un nuovo ordinamento civile e penale, venne suddivisa in sei cantoni uno dei quali comprendeva Lozzo (il capoluogo), Lorenzago, Vigo, ed Auronzo. I frequenti passaggi dei soldati francesi lasciarono illeso il paese sebbene pretesero la consegna di tutta l'argenteria della chiesa oltre che alla contribuzione di viveri.

### Lorenzago durante la Prima Guerra Mondiale
Con l’entrata dell’Italia nel conflitto, Lorenzago fu incluso nella zona d’operazione della Fortezza Cadore-Maé, rimanendo relativamente tranquillo fino alla disfatta di Caporetto (ottobre 1917). Durante l'estate del 1917, la villa Facheris (Mirabello) ospitò per oltre un mese il Comando Supremo Italiano guidato dal generale Luigi Cadorna. Dopo la rotta di Caporetto, il paese fu il primo del Cadore a essere occupato dalle truppe austro-tedesche, che attraversarono il Passo della Mauria.
L'occupazione, durata fino ai primi giorni di novembre 1918, portò requisizioni di beni e lavori forzati per la popolazione. Alcuni cittadini furono deportati nei campi di concentramento austroungarici, tra cui Antonio e Leopoldo De Michiel, internati a Mauthausen, e il maestro Lodovico Alfonso Fabbro, imprigionato a Katzenau insieme all’avvocato Ettore Barnabò, Giuseppe Valmassoni di Domegge e Teresa Costantini di Borca. Il medico Giuseppe Fabbro fu uno dei pochi a rimanere per garantire assistenza sanitaria. Il sindaco Giovanni Piazza Varè si rifugiò a Marina di Pisa, coordinando l’assistenza ai profughi cadorini.
Le condizioni di vita furono difficili a causa della carenza di viveri e delle requisizioni di metalli e bestiame. Nel maggio 1918, gli occupanti rimossero le campane del campanile di Villagrande e il piombo del tetto. Il parroco don Quinto Comuzzi fu costretto a riscuotere le imposte per conto degli occupanti.
Dopo la vittoria italiana a Vittorio Veneto, il 5 novembre 1918 Lorenzago fu liberato dai bersaglieri tra il giubilo della popolazione. Il Comune commemorò i caduti con la costruzione di una scuola, inaugurata nel 1929 dall’architetto Riccardo Alfaré, e dell’Asilo Infantile Facheris, finanziato da lasciti privati.

### Simboli
Lo stemma è stato riconosciuto con decreto del Capo del Governo del 16 dicembre 1940.
Lo stemma è partito: nel primo, d'azzurro, a due torri quadrate, merlate alla guelfa, unite da una catena, attraversata, nel mezzo, da un abete, nodrito nella campagna di verde, sullo sfondo spiccano alcune montagne innevate; nel secondo, di rosso, al leone di San Marco, tenente con una branca uno scudetto, il tutto posto su un basamento recante la scritta: iustitia et fide conservabitur. 
Il gonfalone è un drappo rettangolare di giallo. Lo stemma riprodotto sul gonfalone reca il capo di porpora, a due rami di quercia e d'alloro, annodati da un nastro dai colori nazionali.

## Monumenti e luoghi d'interesse
- Chiesa parrocchiale dei Santi Ermagora e Fortunato

## Società

### Evoluzione demografica
Abitanti censiti

### Profilo linguistico
La lingua ufficiale, amministrativa e scolastica, è la lingua italiana. Tuttavia la maggioranza della popolazione comunale parla il lorenzaghese, un dialetto cadorino che è riuscito a conservare attraverso le varie influenze dei secoli il respiro alpino aspro e fresco del passato. Riconosciuto grazie alla normativa sulle minoranze linguistiche storiche è tutelato ai sensi della legge nazionale 482/99.

#### Dialetto
Il lorenzaghese (e cadorino in genere) è un dialetto ladino, infatti, conserva a pieno i parametri fissati dall'Ascoli per la definizione di « ladino »; e va aggiunto, come lo attesta Giovan Battista Pellegrini, che il lessico (che comprende quasi tutte le voci comuni dell'area dolomitica) conferma ancor più tale affermazione poiché anche in fase sincronica è ancora ben conservato e rivela le caratteristiche della Cisalpina arcaica, spesso in opposizione al veneto. Le principali caratteristiche del lorenzaghese sono:
- La palatalizzazione di CA, GA[35] con esito: cia, gia
- Il mantenimento della -S finale di antica uscita nelle forme verbali della seconda persona singolare[36] e nei plurali sigmatici[37]
- La velarizzazione di /l/ (> /u/) anteconsonantica[38]
- La dittongazione di  « è »  neolatino in posizione[39]
- La desinenza in « òu », dei participi passati dei verbi della prima coniugazione[40]
- La distinzione fra nominativo ed accusativo nella forma dei pronomi soggetto di prima e seconda persona singolare (ió e tū al nominativo in contrapposizione al veneto mi e ti[41], sia nominativo che accusativo)[42].

Questi fenomeni fonetici sono caratterizzanti dei dialetti ladini..
Anche a Lorenzago (come in tutto il Cadore) si va diffondendo un movimento che tende a rivalutare le tradizioni ed il linguaggio locale, ma ciò non deve essere ritenuto come un tentativo di differenziazione o di ribellione all'italianità ma piuttosto come scrisse il professor Antonio Ronzon nel 1874 a proposito del dialetto cadorino: « È perciò che noi dobbiamo porre sempre maggior impegno per non lasciarci scappare quel poco che ancora ne resta. Il Cadore, non avendo avuto un poeta popolare, non può vantare canti popolari e vernacoli; adunque al povero almanacchista, che pur vorrebbe, altro non resta che di andar raspando gl'indecifrabili e quasi irreperibili avanzi e d'eccitare i viventi a scriverne qualche cosa ».
Il nome del paese, nella parlata locale viene pronunciato «Lorenthago» cioè con l'interdentale th. Queste consonanti interdentali, frequenti nel cadorino, sono d'influsso bellunese. Assenti in altre parlate ladine testimoniano dell'influenza veneta.

## Economia

### Turismo
Lorenzago, dagli ultimi decenni del XIX secolo, è un apprezzato centro di villeggiatura. Vi diede la prima spinta l'avvocato Giovanni Facheris che contribuì notevolmente allo sviluppo del paese.
Qui era solito venire in vacanza Giovanni Paolo II, alla cui memoria rimane il Museo Papa Wojtyla.

## Amministrazione
| Periodo | Periodo   | Primo cittadino          | Partito | Carica   | Note   |
| ------- | --------- | ------------------------ | ------- | -------- | ------ |
| 1866    | 1869      | Fortunato De Donà        |         | Sindaco  |        |
| 1869    | 1872      | Angelo Gerardini         |         | Sindaco  |        |
| 1872    | 1875      | Francesco De Donà        |         | Sindaco  |        |
| 1875    | 1878      | Giovanni Battista Piazza |         | Sindaco  |        |
| 1879    | 1879      | Giovanni Talamini        |         | Delegato |        |
| 1879    | 1881      | Angelo Felice Tremonti   |         | Sindaco  |        |
| 1881    | 1885      | Osvaldo De Donà          |         | Sindaco  |        |
| 1885    | 1892      | Giovanni Piazza Varè     |         | Sindaco  |        |
| 1892    | 1895      | Nicolò Benetta           |         | Sindaco  |        |
| 1895    | 1899      | Martino De Marco         |         | Sindaco  |        |
| 1899    | 1906      | Daniele De Lorenzo       |         | Sindaco  |        |
| 1906    | 1908      | Luca Emilio Piazza       |         | Sindaco  |        |
| 1908    | 1915      | Giuseppe Fabbro          |         | Sindaco  |        |
| 1915    | 1920      | Giovanni Piazza Varè     |         | Sindaco  |        |
| 1920    | 1922      | Apollonio Piazza Tesaura |         | Sindaco  |        |
| 1922    | 1926      | Silvio De Michiel        |         | Sindaco  |        |
| 1926    | 1926      | Antonio Gregori          |         | Podestà  |        |
| 1926    | 1931      | Giacomo Cattaruzza       |         | Podestà  |        |
| 1931    | 1945      | Corrado Fabbro           |         | Podestà  |        |
| 1945    | 1945      | Giovanni Piazza Varè     |         | Sindaco  |        |
| 1946    | 1946      | Vincenzo De Donà Cesarol |         | Sindaco  |        |
| 1947    | 1951      | Cornelio De Marco        |         | Sindaco  |        |
| 1951    | 1956      | Corrado Fabbro           |         | Sindaco  |        |
| 1956    | 1960      | Lucillo Tremonti         |         | Sindaco  |        |
| 1960    | 1960      | Socrate De Donà          |         | Sindaco  |        |
| 1960    | 1962      | Manlio Celso Fabbro      |         | Sindaco  |        |
| 1962    | 1970      | Renzo De Mas             |         | Sindaco  |        |
| 1970    | 1973      | Antonio Benetta          |         | Sindaco  |        |
| 1973    | 1975      | Graziano Tremonti        |         | Sindaco  |        |
| 1975    | 1985      | Bortolo Mainardi         |         | Sindaco  |        |
| 1985    | 1995      | Mario Tremonti           |         | Sindaco  |        |
| 1995    | 2004      | Nizzardo Tremonti        |         | Sindaco  |        |
| 2004    | 2019      | Mario Tremonti           |         | Sindaco  | [ 48 ] |
| 2019    | in carica | Marco D'Ambros           |         | Sindaco  |        |

### Altre informazioni amministrative
La denominazione del comune fino al 1940 era Lorenzago.

## Galleria d'immagini

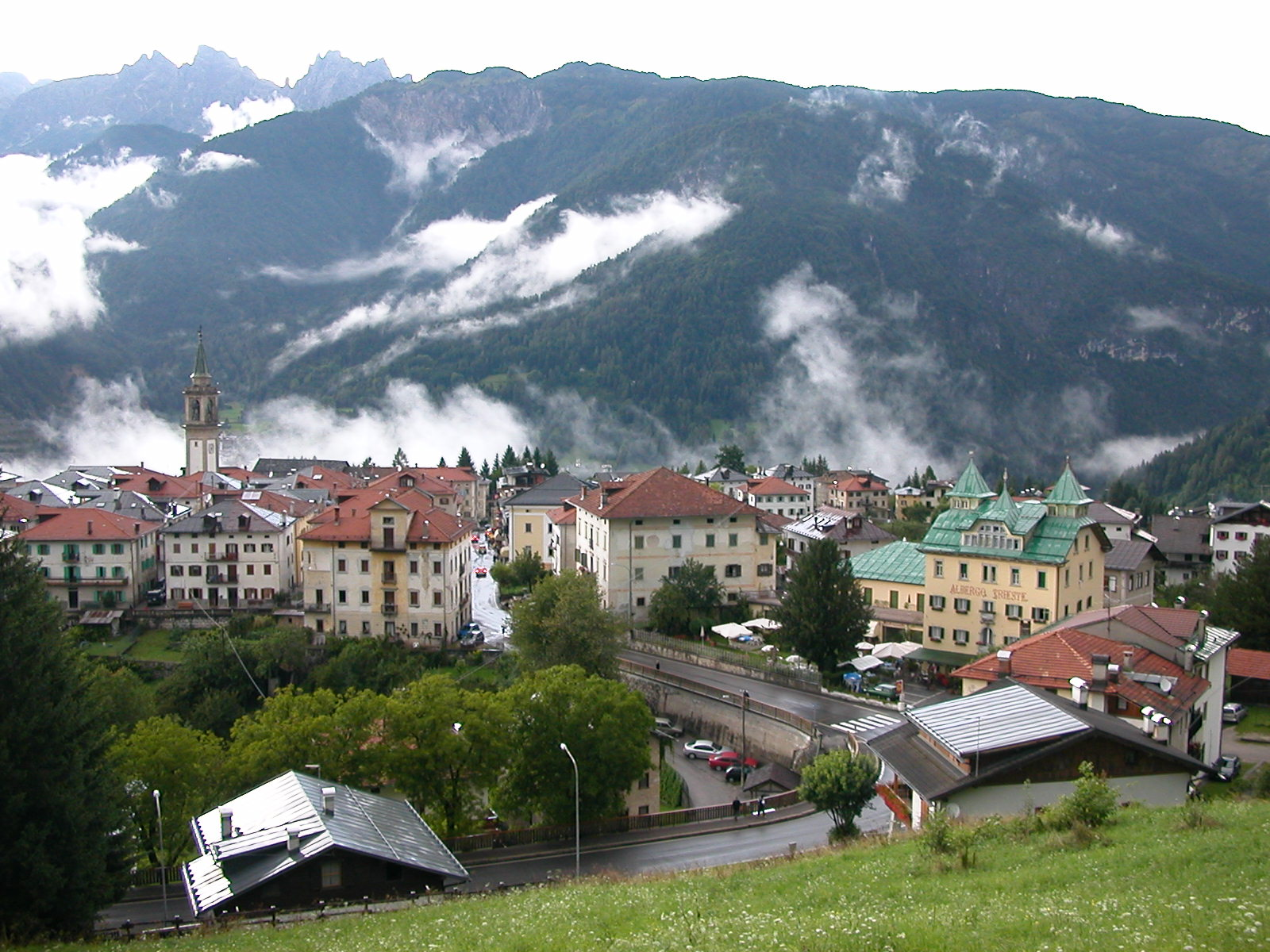
Lorenzago di Cadore lungo il Viale Città di Genova
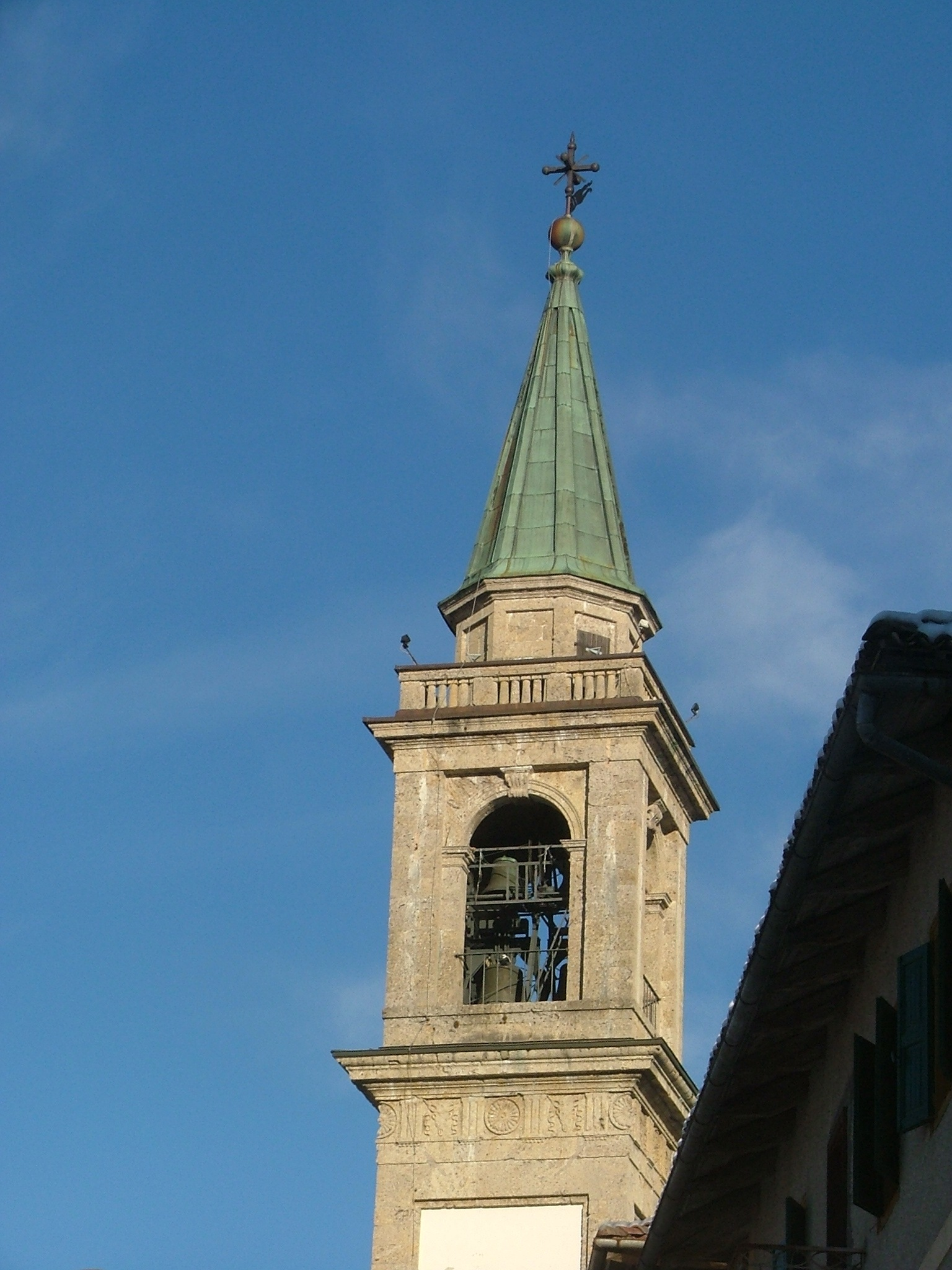
Campanile della Parrocchiale
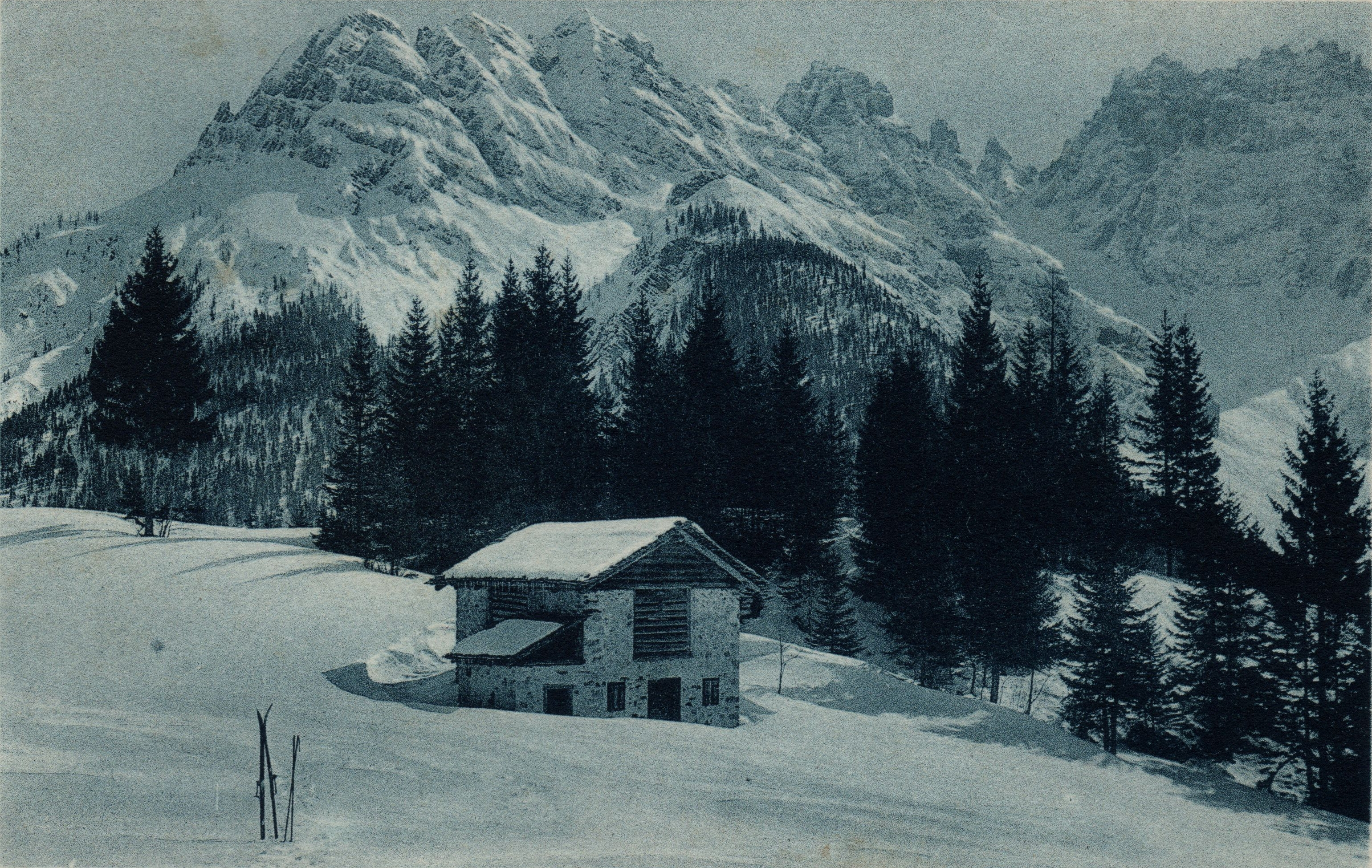
Gruppo del Cridola 1937
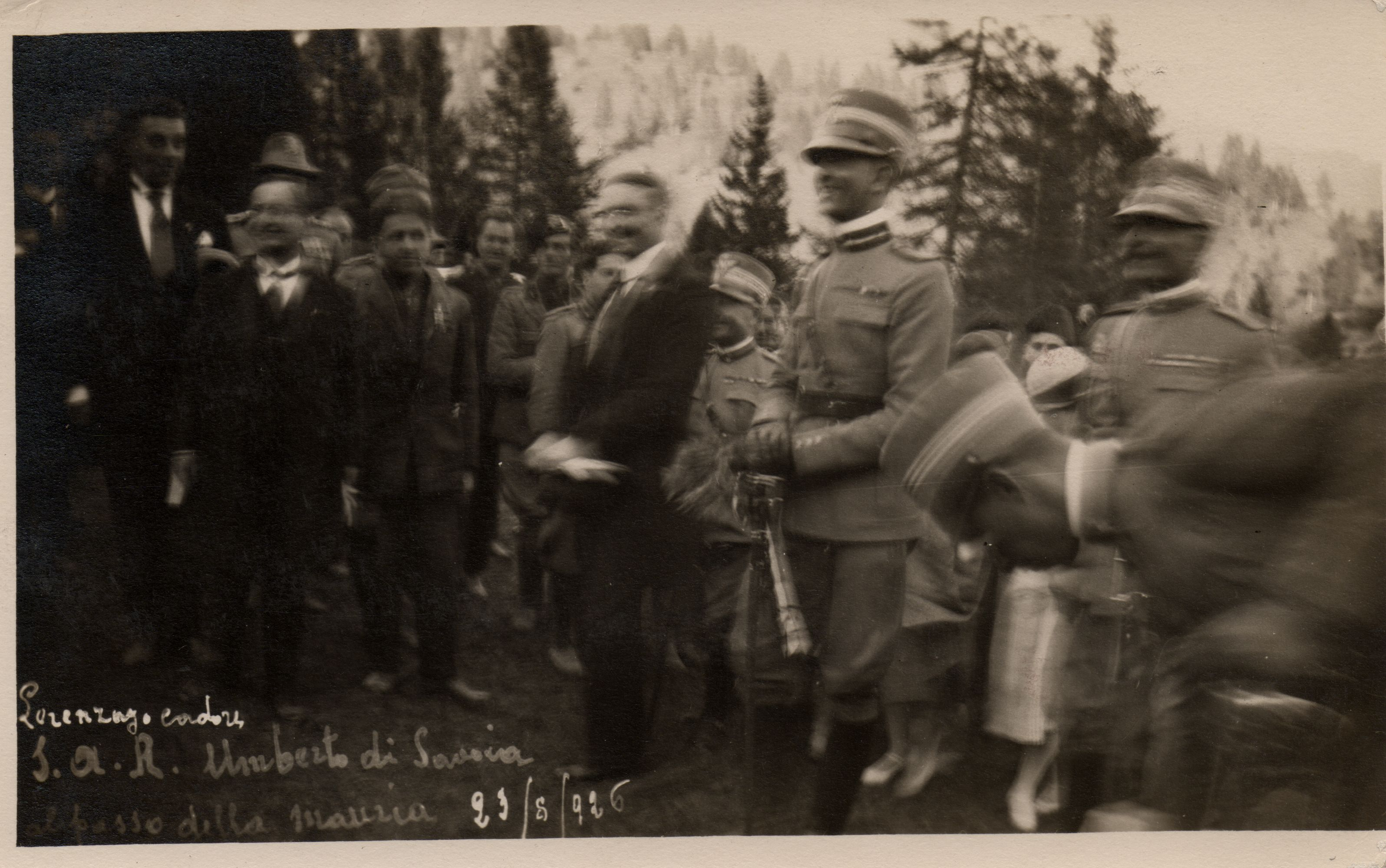
Umberto di Savoia al Passo della Mauria il 23 agosto 1926